# Ferry Inn (Rosneath)
Ferry Inn ist der Name einer Villa und ehemaligen Gaststätte auf der Halbinsel Rosneath in der schottischen Council Area Argyll and Bute. Das Gebäude befindet sich am Ostrand des Küstenortes Rosneath oberhalb des Meeresarmes Gare Loch. 1971 wurde Ferry Inn in die schottischen Denkmallisten in der höchsten Kategorie A aufgenommen.

## Geschichte
Die Villa wurde in den Jahren 1896 und 1897 für Prinzessin Louise und ihren Gemahl John Campbell, Herzog von Argyll erbaut. Als Architekt war der Engländer Edwin Lutyens für die Planung verantwortlich. Als Grundlage diente ein Gebäude aus dem frühen 19. Jahrhundert, das modernisiert und erweitert wurde. Zur Einrichtung eines Hotel- und Gaststättenbetriebs war hierzu unter anderem der Anbau eines Flügels vonnöten. Nach Beendigung des Zweiten Burenkrieges wurden britische Soldaten dort zur Genesung untergebracht. Während der späteren Nutzung durch die US-Marine brannte Ferry Inn aus. Die Inneneinrichtung aus Kiefer und Buche wurde zwischenzeitlich wiederhergestellt.